# Myrabolia kioloa
Myrabolia kioloa – gatunek chrząszcza z rodziny Myraboliidae.
Gatunek ten opisany został po raz pierwszy w 2008 roku przez Wiolettę Tomaszewską i Adama Ślipińskiego na podstawie dwóch okazów samic odłowionych w 1987 roku w Kioloi koło Batemans Bay. Epitet gatunkowy pochodzi od lokalizacji typowej.
Chrząszcz o podługowato-owalnym ciele długości od 2,46 do 2,6 mm, od 2,9 do 3,09 raza dłuższym niż szerokim. Oskórek porastają długie włoski. Ubarwiony jest jednolicie brązowo. Głowa jest całkowicie prognatyczna. Czułki mają człony od szóstego do ósmego oraz czwarty co najwyżej tak długie jak szerokie, natomiast trzeci i piąty nieco dłuższe niż szerokie. Przedplecze ma lekko faliste boki z małymi ząbkami i lekko karbowanymi listewkami. Długość przedplecza wynosi od 0,83 do 0,89 jego szerokości. Wierzchołek wyrostka przedpiersia jest szeroko zaokrąglony. Pokrywy są 1,7–1,8 raza dłuższe niż szerokie oraz mają karbowane i wyraźnie uzębione brzegi boczne na wysokości barków. Odległości między punktami w rzędach pokryw wynoszą od 1,5– do 2,5–krotności ich średnicy.
Owad endemiczny dla Australii, znany wyłącznie z lokalizacji typowej w Nowej Południowej Walii. Osobniki dorosłe poławiano do pułapek w marcu.